# أورلاندو بوبو
أورلاندو بوبو (بالإنجليزية: Orlando Bobo)‏ هو لاعب كرة قدم أمريكي، ولد في 9 فبراير 1974 في ويست بوينت في الولايات المتحدة، وتوفي في 14 مايو 2007 في دالاس في الولايات المتحدة بسبب متلازمة الاختلال العضوي المتعدد. لعب مع بالتيمور ريفنز وكلفلاند براونز.

## وصلات خارجية
- أورلاندو بوبو على موقع مرجع كرة القدم المحترفة.كوم (الإنجليزية)